# Dark Tranquillity
Dark trankviliti (engl. Dark Tranquillity) je švedski melodični det metal bend. Najstariji je bend sa originalne geteburške metal scene, te jedan od pionira melodičnog det metala.

## O bendu
Osnovan je 1989. godine pod imenom Septik brojler. Ubrzo menjaju ime, a prvi studijski album Skydancer objavljuju 1993. godine. Nakon toga, pevač Anders Friden napušta bend, te se pridružuje In flejmsima, a zamenjuje ga dotadašnji gitarista Mikael Stane. Godine 1995. objavljuju album The Gallery, kojeg se smatra jednim od klasika melodičnog det metala. Do sad su snimili ukupno devet studijskih albuma, poslednji We Are The Void u februaru 2010. godine.

## Članovi benda
Sadašnja postava
- Mikael Stane - vokal (1994.-), ritam gitara (1989.-1994.)
- Niklas Sundin - gitara (1989.-)
- Martin Henrikson - gitara (1989.-), bas gitara (1989.-1999.)
- Daniel Antonson - bas gitara (2008.-)
- Martin Brandstrom - klavijature, elektronika (1999.-)
- Anders Jivarp - bubnjevi (1989.-)

Bivši članovi
- Anders Friden - vokal (1989.-1993.)
- Fredrik Johanson - gitara (1993.-1999.)
- Mikael Nicklason - bas gitara (1999.-2008.)

## Diskografija
Studijski albumi
- 1993. -
- 1995. -
- 1997. -
- 1999. -
- 2000. -
- 2002. -
- 2005. -
- 2007. -
- 2010. -
- 2013. -
- 2016. -
- 2020. -

## Spoljašnje veze
- Zvanična prezentacija benda